# Пам'ятник Потьомкіну (Херсон)
Пам'ятник князю Потьомкіну Таврійському — колишній пам'ятник російському державному і військовому діячу, дипломату генерал-фельдмаршалу (з 1784), князю; фавориту російської імператриці Катерини II. Пам'ятник знаходився в Потьомкінському сквері (з 2024 сквер Михайла Грушевського) міста Херсон.

## Опис
Постать Потьомкіна підноситься над однойменним парком і дивиться вдалину, стискаючи в руці меч. Біля фігури лежить шолом, а сам він одягнений в парадну кольчугу. Пам'ятник огороджений символічним парканом з ланцюгів і прикрашений клумбами. З усіх чотирьох сторін встановлені ліхтарі і в вечірній час вони освітлюють фігуру.

## Історія
Імператриця Катерина II висунула ідею щодо створення пам'ятника ще в часи, коли князь був живий. Після смерті Григорія Потьомкіна в особливому маніфесті нею був виданий указ на виготовлення грамоти. Пізніше вона повторила свою волю «спорудити монумент в місті Херсоні, ним побудованому». У 1825 р. Іваном Мартосом був виконаний перший ескіз скульптури князя Потьомкіна, який в кінці 1979, був переданий до Державного Російського музею.
Майбутня робота майстром була оцінена в 170 тис. руб. Ця сума була досить значною, тому гроші збиралися два роки, але як виявилося, їх було недостатньо для виконання всієї композиції, в результаті Іван Мартос обмежився лише фігурою Потьомкіна.
Роботи над великою моделлю почалися наприкінці 1828 і початку 1829 років. А вже в 1830 році всі роботи по пам'ятнику були закінчені. Відлита в 1831 р. відомим ливарником В. Єкімовим статуя князя в цілому була дуже близька до ескізу. Деякі корективи були внесені тільки в спорядження.
У Херсоні пам'ятник Г. Потьомкіну встановили наприкінці 1836, в переддень 45-річної річниці поховання князя в Катерининському соборі, на пустирі.
Автором масивного гранітного п'єдесталу виступив італійський архітектор Ф. К. Боффо. У 1838 р. навколо пам'ятника з'явилися насадження з акацій, а трохи пізніше було закладено Потьомкінський бульвар, обнесений огорожею.
Після революції 1917 року пам'ятник князю Г. Потьомкіну був закритий від громадськості брезентом, в народі його охрестили «херсонським привидом». У квітні 1921 г.оду його зняли з постаменту і перенесли у двір Херсонського історико-археологічного музею зараз Херсонський краєзнавчий музей. На початку 1944 р. пам'ятник зник разом з відступаючими фашистами. З 1922 року місце Потьомкіна займав бюст, а пізніше скульптура Карла Маркса.
У грудні 2003 року до святкування 225-річної річниці міста, пам'ятник Г. Потьомкіну-Таврійському був відновлений (скульптор Юрік Степанян, архітектори В. Громихін, Г. Ходін). Він являє собою вільну реконструкцією старого пам'ятника, що, зберігаючи загальну первісну композицію, відрізняється від неї в деталях. З чотирьох боків постаменту закріплені бронзові прямокутні дошки з присвятними написами.
17 березня 2022 року, під час окупації російськими військами міста, на пам'ятнику Потьомкіну в сквері з'явився український прапор. Цей акт був здійснений місцевим партизанським рухом як символ опору та протесту проти окупаційної влади. Український прапор на пам'ятнику став важливим символом незламності місцевих жителів та їхньої підтримки суверенітету України.

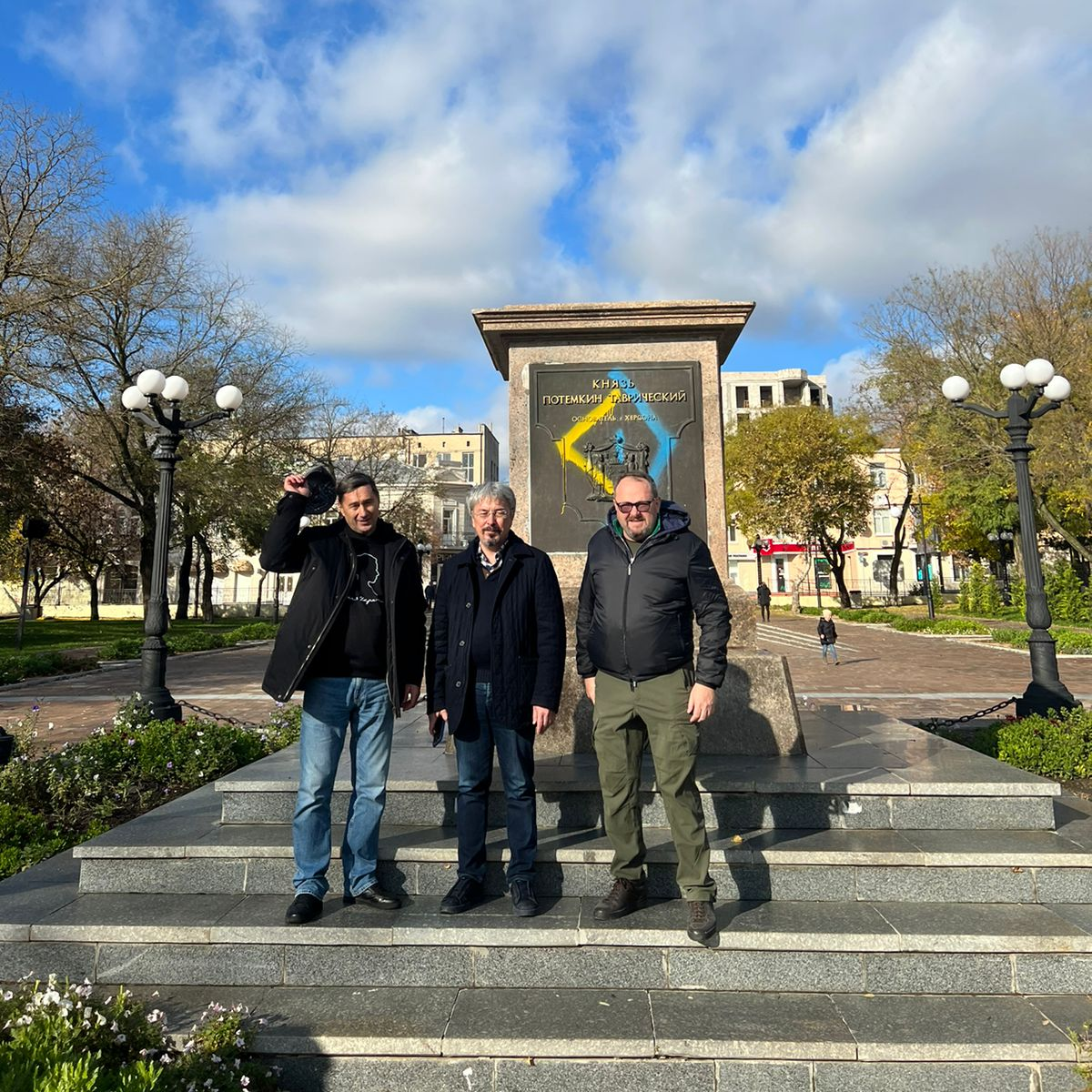
Пустий постамент (2022)

Під час російської окупації Херсону 26 жовтня 2022 року був демонтований та вивезений російськими окупантами при підготовці відступу з Херсону. Залишився постамент. При цьому було вивезено й кілька інших пам'ятників, а також рештки Потьомкіна.